# پورت هیوز، استرالیای جنوبی
پورت هیوز (به انگلیسی: Port Hughes) یک شهرک در استرالیا است که در استرالیای جنوبی واقع شده‌است.